# Nemophas batoceroides
Nemophas batoceroides là một loài bọ cánh cứng trong họ Cerambycidae.